# Городской стадион (Слуцк)
Городской стадион — многофункциональный стадион в городе Слуцке, Беларусь. Максимальная вместимость — 1896 человек. Является домашним стадионом футбольного клуба Слуцк.

## История
15 июня 2013 года на Городском стадионе завершились работы по реконструкции западной трибуны. Новая трибуна была увеличена на три ряда, все сиденья были заменены на новые синего и белого цвета. Появилась крытая площадка для видеосъемки. Зона для VIP-гостей теперь переместится на северную трибуну, и расположится под кабиной видео операторов.
5 июля 2014 года стадион принял первый матч Высшей лиги Чемпионата Республики Беларусь.